# مسابقه تی شرت خیس

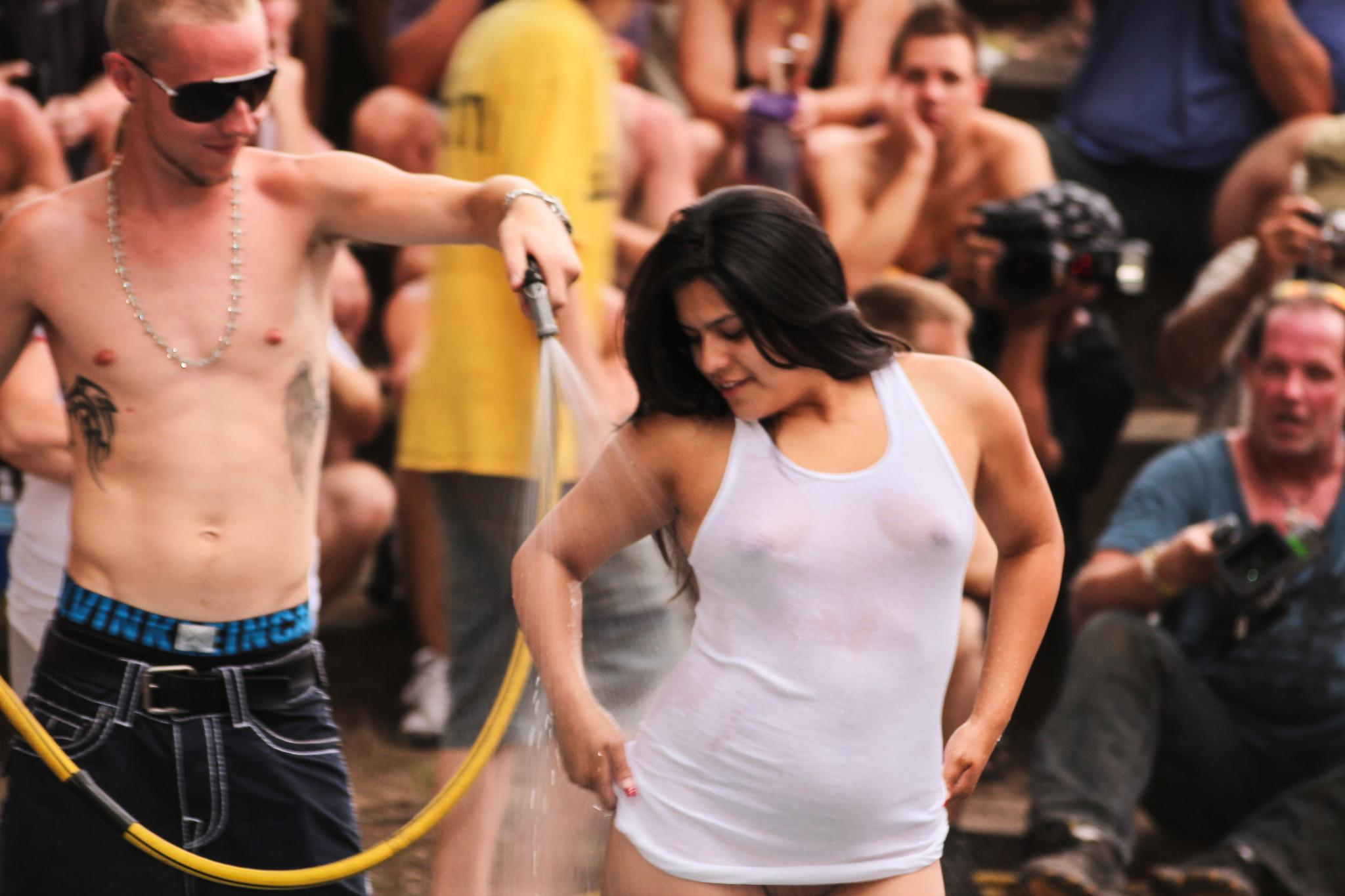
شرکت کننده ای که در مسابقه تی شرت خیس در مسابقه نیود-ا-پاپین (۲۰۱۲) با شلنگ خیس می‌شود.

مسابقه تی‌شرت خیس یک رقابت شامل بدن‌نمایی و نمایش اندام است، که معمولاً با حضور شرکت‌کنندگان زن جوان در یک کلوپ شبانه، بار، یا مرکز تفریحی برگزار می‌شود. شرکت‌کنندگان در مسابقه تی‌شرت خیس اغلب تی‌شرت‌های نازک، سفید یا رنگ‌های روشن بدون سوتین، تاپ بیکینی یا سایر لباس‌های زیر می‌پوشند. سپس آب (اغلب آب یخ) روی سینه شرکت کنندگان اسپری یا ریخته می‌شود که باعث می‌شود تی شرت آنها شفاف شود و به پستان‌های آنها بچسبد. مشابه مردانه این مسابقه که به‌ندرت انجام م شود مسابقه بوکسور خیس است که گاهی در بارهای همجنسگرایان برگزار می‌شود. 
شرکت‌کنندگان ممکن است به نوبت جلوی تماشاگران رقصیده یا ژست بگیرند، و نتیجه مسابقه یا از طریق واکنش جمعیت یا به وسیله رای داوران تعیین می‌شود. در مسابقات جری‌تر، شرکت‌کنندگان ممکن است تی‌شرت‌های خود را پاره کنند یا کوتاه کنند تا ناحیه میانی بدن، شکاف سینه یا زیر سینه‌های خود را نمایان سازند. بسته به قوانین محلی، ممکن است به شرکت‌کنندگان اجازه داده شود که تی‌شرت‌های خود را در طی اجرایشان درآورند یا کاملاً برهنه شوند.

## تاریخچه

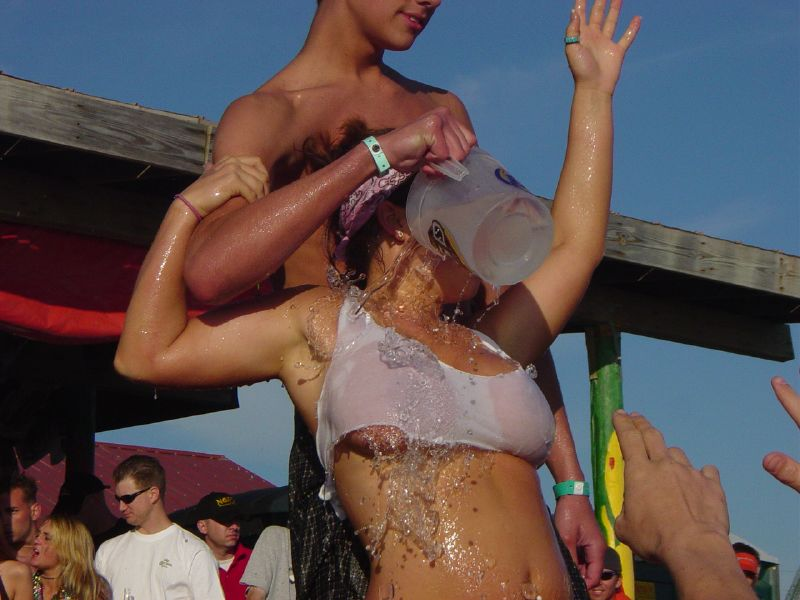
آب یخ که از یک پارچ بر روی یک شرکت کننده در یک رویداد تی شرت خیس در پاناما سیتی بیچ فلوریدا در سال ۲۰۰۴ ریخته می‌شود.

در ایالات متحده، فیلمساز اسکی، دیک بریمور، در خاطرات خود با عنوان «بریکینگ ایون» ادعا می‌کند که اولین مسابقه تی‌شرت خیس را در ژانویه ۱۹۷۱ در بار بویلر روم در سان ولی، ایداهو، به عنوان بخشی از تبلیغ برای اسکی‌های K2 برگزار کرده‌است. این مسابقه به عنوان یک «مسابقه ساده تی‌شرت» تبلیغ شد که در آن مهمانداران هواپیما به همراه تی‌شرت‌های تبلیغاتی K2 با موسیقی می‌رقصیدند. با این حال، اولین شرکت‌کننده‌ای که ظاهر شد یک رقصنده حرفه‌ای برهنه بود که بالاتنه برهنه رقصید و شرکت‌کنندگان آماتور با خیس کردن تی‌شرت‌های خود قبل از رقابت پاسخ دادند. بریمور یک مسابقه “تی‌شرت خیس K2” دومی را در راستی نیل در مرکز اسکی استو در ورمونت برگزار کرد تا آن را فیلمبرداری کند، با این حال شهرداری استو قطعنامه‌ای برای منع برهنگی در این رویداد تصویب کرده بود. او یک مسابقه تبلیغاتی دیگر برای K2 را در ۱۰ مارس ۱۹۷۱ در رستوران و بار رد اونیون در آسپن، کلرادو برگزار کرد و مسابقات در یک مجله تصویری در شماره مارس ۱۹۷۲ پلی‌بوی به نمایش گذاشته شد.
اولین رویداد شناخته شده اصطلاح «مسابقه تی‌شرت خیس» در مطبوعات در سال ۱۹۷۵ در پالم بیچ پست رخ داد، که از ظهور مسابقه در دیسکوتک‌های نیواورلئان گزارش کرد. این مسابقه در ادامه به عنوان بخشی از رویدادهای تعطیلات بهاری در فورت لادردیل، فلوریدا، مستقر شد، به طوری که برخی از صاحبان بارها به دلیل برگزاری آن تحت قوانین عدم پوشش عمومی جریمه شدند. با وجود نقص در وضوح وضعیت قانونی آن‌ها، مسابقات شروع به برگزاری در دیگر ایالات متحده کرد. یک مسابقه در یک تاوِرن میلواکی در سال ۱۹۷۶ مورد حمله پلیس قرار گرفت، علیرغم اینکه شرکت‌کنندگان به دستور پلیس زیر تی‌شرت‌های خود از نوار اسکاچ استفاده کرده بودند.
ظاهر شدن جکلین بیسیت در فیلم عمیق (فیلم ۱۹۷۷)، جایی که تنها با پوشیدن یک تی‌شرت برای بالاتنه زیر آب شنا کرد، به گسترش آگاهی عمومی نسبت به مسابقات تی‌شرت خیس کمک کرد. در آلبوم ۱۹۷۹ فرانک زاپا در گاراژ جو، آهنگ «فمبات در تی‌شرت خیس» قصه مری از کانوگا پارک را تعریف می‌کند که برای جمع‌آوری پول به منظور بازگشت به خانه پس از اینکه توسط یک گروه راک در میامی ترد شده بود، در یک مسابقه تی‌شرت خیس شرکت می‌کند.
فیلم واقع‌گرایانه آمریکایی سال ۲۰۰۳ رئال کانکون (The Real Cancun)شامل یک مسابقه تی‌شرت خیس بود.
جشنواره اسپانیایی لا توماتینا، یک جنگ گوجه‌فرنگی عمومی بزرگ که در آن شرکت‌کنندگان با آب گوجه‌فرنگی‌ها خیس می‌شوند، به عنوان یکی دیگر از منابع احتمالی مسابقه تی‌شرت خیس پیشنهاد شده‌است، هرچند که توماتینا از سال ۱۹۴۵ شروع شده‌است.

## نمونه نامناسب مسابقات

### مؤسسه حقوقی
در سال ۱۹۸۳، شرکت حقوقی کینگ و اسپالدینگ در آتلانتا از کارآموزان تابستانی زن دعوت کرد تا در مسابقه تی‌شرت‌های خیس که بخشی از جشن سالانهٔ شرکت بود، شرکت کنند. مسابقه‌ای که در نظر گرفته شده بود، با یک مسابقه لباس شنا جایگزین شد و به برنده آن وعده شغل دائمی پس از فارغ‌التحصیلی داده شد. برخی از شرکت‌کننده‌ها گفتند که احساس تحقیر کردند، اما چون کاندیدای کار در این شرکت بودند، اعتراضی نکردند. وال استریت ژورنال جزئیات این رویداد را در یک مقاله در صفحه اول خود دربارهٔ تبعیض جنسیتی در شرکت‌های حقوقی بزرگ منتشر کرد. این که مسابقه تی‌شرت خیس پیشنهاد شده بود سبب شد از این مورد برای نشان دادن تبعیض مبتنی بر جنسیت در مؤسسات حقوقی استفاده شود.

### مسابقه حین پرواز
در سال ۱۹۹۸، نوجوانانی از پورتلند، اورگان، که جشن پایان دبیرستان را برگزار می‌کردند، در طول پروازی با یک بوئینگ ۷۲۷ به سمت یک مرکز تفریحی در مکزیک، مسابقه تی‌شرت خیس ترتیب دادند که یک مهماندار هواپیما نیز به تشویق این فعالیت پرداخت. سازمان هواپیمایی فدرال (FAA) در پی آن تحقیقاتی را آغاز کرد، چرا که گفته می‌شد خلبان‌ها از اتاق خلبانی این مسابقه را قضاوت کرده‌اند و قوانینی که ورود مسافران به کابین خلبان را ممنوع می‌کرد، نادیده گرفتند. ویدئویی نشان می‌دهد که شرکت‌کنندگان در حالی که تی‌شرت‌های خیس بر تن داشتند از کابین خلبان بیرون می‌آیند. اداره هوانوردی فدرال به دلیل آزار جنسی، خلبانان را تنبیه کرد.

### شرکت کنندگان زیر سن قانونی
شکایاتی به نمایندگی از شرکت‌کنندگان زیر سن قانونی که دربارهٔ سن خود دروغ گفته بودند تا در مسابقات تی‌شرت خیس شرکت کنند، تنظیم شده‌است.
در سال ۲۰۰۲، والدین نوجوانی به نام مونیکا پیپین یک شکایت فدرالی علیه پلی‌بوی انترتینمنت، انهایزر-بوش، هتل‌های دسلین، بست بای و دیگر شرکت‌های مرتبط با حضور دخترشان در سال پیش در یک مسابقه تی‌شرت خیس در دیتونا بیچ ارائه دادند، در آن زمان او یک دانش‌آموز ۱۶ ساله دبیرستانی بود. پیپین در طول مسابقه بالاتنه برهنه رقصیده بود و اجازه داده بود مردان با پارچ‌های آب، پستان‌های برهنه وی را خیس کنند. پس از آن‌که فیلم اجرای او در ویدئوها و تلویزیون کابلی به نمایش درآمد، یک همسایه والدین پیپین را مطلع ساخته و آن‌ها وکیل گرفتند. گرچه پیپین در دادگاه اعتراف کرده بود که به برگزارکنندگان مسابقه دربارهٔ سن خود دروغ گفته بود، وکیل او ادعا کرده بود که او به عنوان یک فرد نابالغ قادر به ارائه رضایت آگاهانه برای اجرا یا فیلم‌برداری برهنه نبوده‌است. پیپین در آوریل ۲۰۰۶ با آنهایزر-بوش و پلی‌بوی به توافق رسید.
در شکایت مشابهی در سال ۲۰۰۷، دو زن علیه هتل‌های دسلین، Girls Gone Wild، و وب‌سایت‌های مختلف که تصاویر حضورشان را در مسابقه دیگری در دیتونا بیچ در سال ۲۰۰۱ منتشر کرده بودند، شکایت کردند. هر دو دختر، که هر دو در آن زمان شانزده ساله بودند، فیلمبرداری شده بودند که پستان‌ها، باسن‌ها و نواحی جنسی خود را آشکار کرده بودند. همانند پیپین، آن‌ها نیز دربارهٔ سن خود به منظور دستیابی به اجازه ورود به مسابقه دروغ گفته بودند.